# Michael Caine (singolo)
Michael Caine è un singolo del gruppo musicale britannico Madness, pubblicato nel 1984 ed estratto dall'album Keep Moving.

## Tracce
7"
1. Michael Caine – 3:39 (Smyth/Woodgate)
2. If You Think There's Something – 3:08 (Barson)

12"
1. Michael Caine (extended version) – 4:08 (Smyth/Woodgate)
2. Michael Caine – 3:39 (Smyth/Woodgate)
3. If You Think There's Something – 3:08 (Barson)